# Rhenegge
Rhenegge ist ein Ortsteil der Gemeinde Diemelsee im nordhessischen Landkreis Waldeck-Frankenberg. Im Jahr 2021 blickte der Ort auf eine 900-jährige Ortsgeschichte zurück.

## Etymologie
Aus dem Begriff Reney entstand Rhenegge. Auf der ältesten Fahne der Schützengesellschaft aus dem Jahre 1726 findet sich neben dem Waldecker Stern noch der Name RENEY. Die niederdeutsche Bezeichnung „ney“ bedeutet „neu“. Die Herleitung des Namens Rhenegge vom Ausdruck „Egge“, einer niederdeutschen Bezeichnung für langgestreckte Hügelkämme bzw. Bergrücken, scheint daher wenig wahrscheinlich.
Straßennamen wie „Auf dem Knappe“, „Knappstraße“ deuten wahrscheinlich auf die bergmännische Vergangenheit des Ortes hin. Der Name Hübbelbicke leitet sich vom Wort Hübbel (Hügel) her und von der Bicke, einem Zufluss vom Oberlauf der Twiste nahe Berndorf.
Der Name Triftweg erklärt sich aus den noch heute vorhandenen Weideflächen. Wege, die insbesondere dem Vieh den Zugang und den Wechsel zwischen einzelnen Weideflächen ermöglichen, werden so bezeichnet. Der Name „Am Aulsch“ weist auf den Aulsch hin, eine Anhöhe südwestlich des Dorfes.

## Geographie

Niederschlagsdiagramm Giebringhausen

### Geographische Lage
Rhenegge liegt im Waldecker Land zwischen Heringhausen am Diemelsee im Westen und Adorf an der Rhene im Osten. Die drei Dörfer verbindet die Landesstraße 3078. Die Ortschaft befindet sich auf 410 bis 550 m ü. NN. Dieser Gemarkung der Gemeinde werden 1.225 Hektar zugerechnet. In dieser Gemarkung liegen die Siedlungsplätze: An der Steinbreite, Düngerloh, In der Brücke, Meierhof, Nordeck (Rhenegge).
Meierhof
Rhenegge ist um den zentralen Meierhof herum angelegt und im Laufe der Jahrhunderte weiter entlang der beiden Ausfallstraßen gewachsen. Als Verwalter des Meierhofs war ein Villicus tätig, der mit seinen Knechten das Ackerland bewirtschaftete, die Abgaben der unterstellten Höfe einzog und neun Zehntel des Ertrags an die Herren von Padberg weitergab. Im Jahr 1895 wurde für den Siedlungsbereich Meierhof festgestellt: „4 Wohnhäuser mit 36 Bewohnern“.

### Sprachgeographie
In Rhenegge wird ein niederdeutscher Dialekt, genauer gesagt ein westfälischer Dialekt gesprochen. Obwohl heute in Hessen liegend, befindet sich Rhenegge knapp nördlich der Linie Olpe-Göttingen, die als Südgrenze der niederdeutschen Mundarten gilt.
Die Entwicklung des lokalen Sprachgebrauchs ist durch die Grenzlage zwischen Hessen und Westfalen begründet. Die Benrather Linie ist eine historische Sprachgrenze zwischen nordhessischen Dialekten und westfälische Dialekten. Weiterhin ist die Region vom Sauerländer Platt beeinflusst. Die Dat-das-Linie hat in dieser Region einen ähnlichen Verlauf. Kleinräumige sprachgeographische Grenzen zur Aussprache von Vokalen wurden um Benkhausen bis in das 20. Jahrhundert nachgewiesen.

## Geschichte

### Ortsgeschichte
Die älteste bekannte schriftliche Erwähnung von Rhenegge erfolgte unter dem Namen Renecke im Jahr 1120.
Die bekannten historischen Erwähnungen finden sich in folgender Übersicht:
- Renecke, in (1120) [Kopiar 16. Jahrhundert Regesten der Erzbischöfe von Köln 2, S. 26, Nr. 173]
- Remecke, in (1107–1128) [Abschrift 15. Jahrhundert, Registrum Erkenberti Corbeiensis Abbatis, in: Kaminsky, Reichsabtei Corvey, S. 237 § 46. Unklar, ob auf Rhenegge zu beziehen]
- Reymrekke, in (1194) [Kop. 14. Jahrhundert Regesten der Erzbischöfe von Köln 2, S. 299, Nr. 1488]
- Reynegke, in (1350) [Paul Wigand, Einzelne Beiträge, in: Archiv für Geschichte und Alterthumskunde Westphalens 6 (1834), S. 385–405, IV: Das älteste Corveyer Lehnsregister, hier S. 394, § 54]
- Reneche, zu (1427) [Abschrift HStAM Bestand 133 f Nr. Flechtdorf 7/51: 1427 Nov. 24]
- Renege (1537) [HStAM Bestand 127 Nr. 3]
- Renegge (1733) [HStAD Bestand P 23 Nr. 56]

1392 erhielt das Kloster in Bredelar von Friedrich vom alten Haus Padberg als sogenanntes Seelgerät einen Hof in Rhenegge. Im Jahr 1450 ist dann das ganze Dorf Rhenegge hessisches Lehen der Herren von Padberg.
Hessische Gebietsreform (1970–1977)
Zum 31. Dezember 1971 entstand im Zuge der Gebietsreform in Hessen durch den freiwilligen Zusammenschluss der bis dahin selbständigen Gemeinden Adorf, Benkhausen, Deisfeld, Flechtdorf, Giebringhausen, Heringhausen, Ottlar, Rhenegge, Schweinsbühl, Stormbruch, Sudeck, Vasbeck und Wirmighausen die neue Gemeinde Diemelsee. Sitz der Gemeindeverwaltung wurde Adorf.
Für die ehemals selbständigen Gemeinden von Diemelsee wurden gemäß Hauptsatzung Ortsbezirke mit Ortsbeirat und Ortsvorsteher errichtet. Die Grenzen der Ortsbezirke folgen grundsätzlich den Gemarkungsgrenzen.

### Wirtschaftsgeschichte
Weitere Themen der Ortsgeschichte betreffen die Wirtschaft in Rhengge:
- Bergbau wurde zur Gewinnung von Eisenerzen von etwa 1631 bis in die 1840er Jahre betrieben.[8]
- Die Molkerei von Rhenegge wurde als kleinräumiges Zentrum der Milchwirtschaft von 1901 bis 1996 betrieben.[9]
- Die Kurklinik Sonnenhof war in den 1970er Jahren ein Sanatorium in Rhenegge.[10]
- Das Sägewerk von Rhengge brannte im Jahr 2012 vollständig nieder.[11]

### Staats- und Verwaltungsgeschichte im Überblick
Die folgende Liste zeigt die Staaten und Verwaltungseinheiten, denen Rhenegge angehört(e):
- 1546 und später: Heiliges Römisches Reich, Grafschaft Waldeck, Amt Eisenberg
- ab 1712: Heiliges Römisches Reich, Fürstentum Waldeck, Amt Eisenberg
- ab 1806: Fürstentum Waldeck, Amt Eisenberg
- ab 1815: Fürstentum Waldeck, Oberamt des Eisenbergs
- ab 1816: Fürstentum Waldeck, Oberjustizamt des Eisenbergs
- ab 1850: Fürstentum Waldeck-Pyrmont (seit 1849), Kreis des Eisenbergs[Anm. 1]
- ab 1867: Fürstentum Waldeck-Pyrmont (Akzessionsvertrag mit Preußen), Kreis des Eisenbergs
- ab 1871: Deutsches Reich, Fürstentum Waldeck-Pyrmont, Kreis des Eisenbergs
- ab 1919: Deutsches Reich, Freistaat Waldeck-Pyrmont, Kreis des Eisenbergs
- ab 1929: Deutsches Reich, Freistaat Preußen, Provinz Hessen-Nassau, Regierungsbezirk Kassel, Kreis des Eisenbergs
- ab 1942: Deutsches Reich, Freistaat Preußen, Provinz Hessen-Nassau, Regierungsbezirk Kassel, Landkreis Waldeck
- ab 1944: Deutsches Reich, Freistaat Preußen, Provinz Kurhessen, Regierungsbezirk Kassel, Landkreis Waldeck
- ab 1945: Deutsches Reich, Amerikanische Besatzungszone, Groß-Hessen, Regierungsbezirk Kassel, Landkreis Waldeck
- ab 1946: Deutsches Reich, Amerikanische Besatzungszone, Hessen, Regierungsbezirk Kassel, Landkreis Waldeck
- ab 1949: Bundesrepublik Deutschland, Hessen, Regierungsbezirk Kassel, Landkreis Waldeck
- ab 1972: Bundesrepublik Deutschland, Hessen, Regierungsbezirk Kassel, Landkreis Waldeck, Gemeinde Diemelsee
- ab 1974: Bundesrepublik Deutschland, Hessen, Regierungsbezirk Kassel, Landkreis Waldeck-Frankenberg, Gemeinde Diemelsee

### Bevölkerung
Einwohnerstruktur 2011
Nach den Erhebungen des Zensus 2011 lebten am Stichtag dem 9. Mai 2011 in Rhenegge 438 Einwohner. Darunter waren 15 (3,4 %) Ausländer.
Nach dem Lebensalter waren 75 Einwohner unter 18 Jahren, 156 waren zwischen 18 und 49, 105 zwischen 50 und 65 und 102 Einwohner waren älter. Die Einwohner lebten in 117 Haushalten. Davon waren 45 Singlehaushalte, 60 Paare ohne Kinder und 60 Paare mit Kindern, sowie 12 Alleinerziehende und keine Wohngemeinschaften. In 36 Haushalten lebten ausschließlich Senioren und in 105 Haushaltungen leben keine Senioren.
Einwohnerentwicklung
 Quelle: Historisches Ortslexikon
- 1541: 25 Häuser
- 1620: 51 Häuser
- 1650: 23 Häuser
- 1738: 52 Häuser
- 1770: 54 Häuser, 331 Einwohner

| Rhenegge: Einwohnerzahlen von 1770 bis 2020 | Rhenegge: Einwohnerzahlen von 1770 bis 2020 | Rhenegge: Einwohnerzahlen von 1770 bis 2020 | Rhenegge: Einwohnerzahlen von 1770 bis 2020 | Rhenegge: Einwohnerzahlen von 1770 bis 2020 |
| --- | ------------------------------------------- | ------------------------------------------- | ------------------------------------------- | ------------------------------------------- |
| Jahr |                                             |                                             |                                             | Einwohner                                   |
| 1770 | 1770                                        |                                             | 331                                         | 331                                         |
| 1800 | 1800                                        |                                             | ?                                           | ?                                           |
| 1834 | 1834                                        |                                             | 455                                         | 455                                         |
| 1840 | 1840                                        |                                             | 481                                         | 481                                         |
| 1846 | 1846                                        |                                             | 457                                         | 457                                         |
| 1852 | 1852                                        |                                             | 461                                         | 461                                         |
| 1858 | 1858                                        |                                             | 473                                         | 473                                         |
| 1864 | 1864                                        |                                             | 500                                         | 500                                         |
| 1871 | 1871                                        |                                             | 469                                         | 469                                         |
| 1875 | 1875                                        |                                             | 483                                         | 483                                         |
| 1885 | 1885                                        |                                             | 536                                         | 536                                         |
| 1895 | 1895                                        |                                             | 552                                         | 552                                         |
| 1905 | 1905                                        |                                             | 533                                         | 533                                         |
| 1910 | 1910                                        |                                             | 522                                         | 522                                         |
| 1925 | 1925                                        |                                             | 545                                         | 545                                         |
| 1939 | 1939                                        |                                             | 461                                         | 461                                         |
| 1946 | 1946                                        |                                             | 683                                         | 683                                         |
| 1950 | 1950                                        |                                             | 624                                         | 624                                         |
| 1956 | 1956                                        |                                             | 553                                         | 553                                         |
| 1961 | 1961                                        |                                             | 502                                         | 502                                         |
| 1967 | 1967                                        |                                             | 500                                         | 500                                         |
| 1980 | 1980                                        |                                             | ?                                           | ?                                           |
| 1990 | 1990                                        |                                             | ?                                           | ?                                           |
| 2001 | 2001                                        |                                             | 486                                         | 486                                         |
| 2011 | 2011                                        |                                             | 438                                         | 438                                         |
| 2015 | 2015                                        |                                             | 411                                         | 411                                         |
| 2020 | 2020                                        |                                             | 438                                         | 438                                         |
| Datenquelle: Historisches Gemeindeverzeichnis für Hessen: Die Bevölkerung der Gemeinden 1834 bis 1967. Wiesbaden: Hessisches Statistisches Landesamt, 1968. Weitere Quellen: LAGIS; Gemeinde Diemelsee; Zensus 2011 |                                             |                                             |                                             |                                             |

Religionszugehörigkeit
| • 1885: | 518 evangelische (= 93,84 %), keine katholischen, 34 anderes christliche-konfessionelle (= 6,16 %) Einwohner |
| • 1961: | 437 evangelische (= 87,05 %), 62 katholische (= 12,35 %) Einwohner                                           |

## Persönlichkeiten
- Henrich Philipp Pohlmann (1758–1836), deutscher Kaufmann und Politiker
- Christian Köchling (1854–1927), deutscher Gutsbesitzer und Politiker